# 651 (numero)
Seicentocinquantuno (651) è il numero naturale dopo il 650 e prima del 652.

## Proprietà matematiche
- È un numero dispari.
- È un numero composto, con i seguenti 8 divisori: 1, 3, 7, 21, 31, 93, 217, 651. Poiché la somma dei suoi divisori (escluso il numero stesso) è 373 < 651, è un numero difettivo.
- È un numero sfenico.
- È un numero pentagonale.
- È un numero ennagonale.
- È un numero 45-gonale.
- È un numero palindromo nel sistema di numerazione posizionale a base 5 (10101) e in quello a base 6 (3003).
- È un numero fortunato.
- È un numero congruente.
- È un numero nontotiente in quanto dispari e diverso da 1.
- È parte delle terne pitagoriche (260, 651, 701), (620, 651, 899), (651, 868, 1085), (651, 1368, 1515), (651, 2232, 2325), (651, 3332, 3395), (651, 4300, 4349), (651, 6820, 6851), (651, 10080, 10101), (651, 23540, 23549), (651, 30268, 30275), (651, 70632, 70635), (651, 211900, 211901).

## Astronomia
- 651 Antikleia  è un asteroide della fascia principale del sistema solare.
- NGC 651 è una nebulosa planetaria della costellazione di Perseo.

## Astronautica
- Cosmos 651 è un satellite artificiale russo.